# Anglo-Persian Oil Company

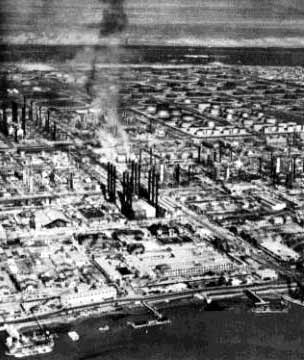
Die damals weltgrößte Ölraffinerie in Abadan, 1938

Die britische Anglo-Persian Oil Company (APOC) wurde im April 1909 mit der Entdeckung eines großen Ölfeldes um Masdsched Soleyman, Iran, gegründet. Es war das erste Unternehmen, das Öl im Nahen Osten förderte. Die APOC wurde nach Abschluss eines neuen Konzessionsvertrages mit Iran 1935 in Anglo-Iranian Oil Company (AIOC) und 1954 nach Abschluss des neuen Konsortialvertrages in British Petroleum Company, die heutige BP, umbenannt.

## Gründungsgeschichte

### Jacques de Morgan
Im Jahr 1892 veröffentlichte der Geologe und Archäologe Jacques de Morgan einen Bericht über seine Reisen nach Persien. 1891 hatte er die Ausgrabungsarbeiten von Marcel und Jane Dieulafoy in der Nähe von Qasr-e Schirin besucht und in der Zeitschrift Les annales des mines über Ölvorkommen in der Nähe von Qasr-e Schirin berichtet. Den Bericht von de Morgan las Antoine Kitabgi Khan, ehemaliger Generaldirektor des persischen Zollwesens, der in Paris als Pensionär lebte. Kitabgi Khan nahm Kontakt mit Sir Henry Drummond Wolff, dem ehemaligen britischen Botschafter in Persien, auf und fragte an, ob Wolff nicht jemanden finden könne, der Interesse an der Ausbeutung der persischen Ölvorkommen hätte. Wolff traf in London auf William Knox D’Arcy, der sein Vermögen in Australien mit einer Goldmine gemacht hatte.

### William Knox D’Arcy

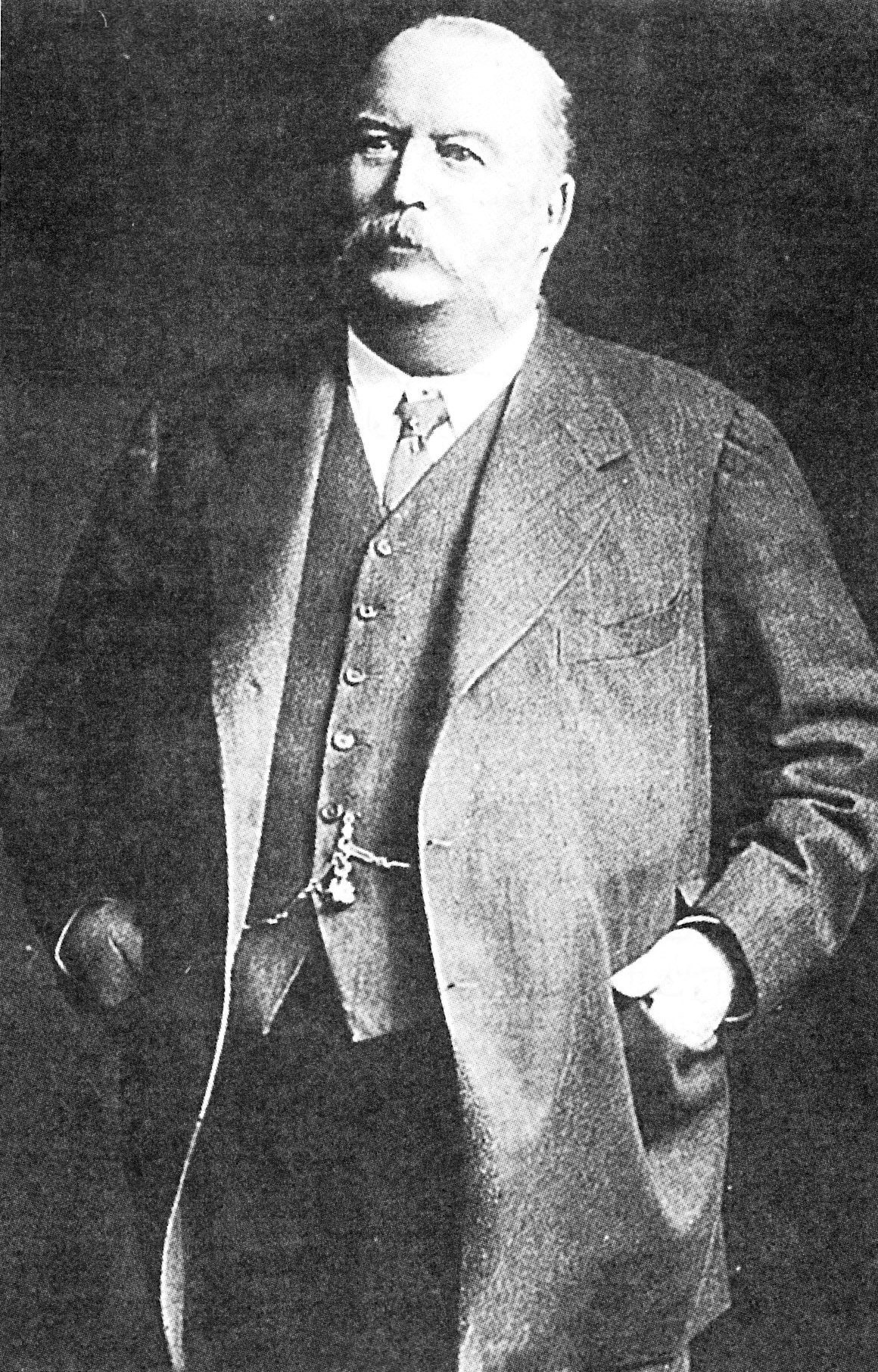
William Knox D’Arcy

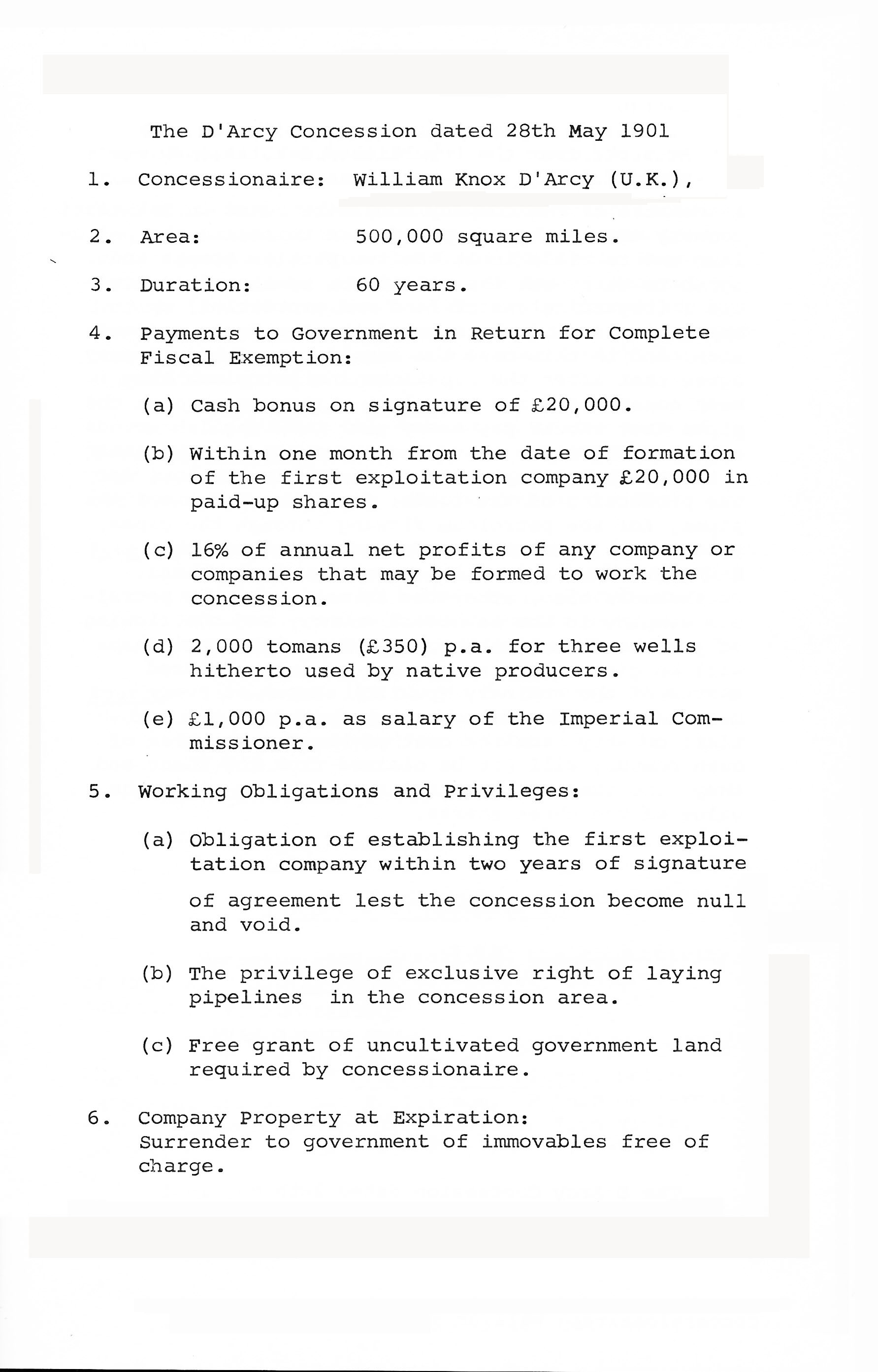
Die D’Arcy-Konzession

Im Jahr 1900 sagte William Knox D’Arcy zu, die Suche nach Öl in Persien zu finanzieren. Erste Erkundungen wurden von dem Geologen H. T. Burls unter der Leitung von Wolff, Kitabgi and Cotte durchgeführt. 1901 begannen die Verhandlungen über eine Konzession. Der britische Botschafter in Teheran Hardinge wandte sich an den ehemaligen Premierminister Mirza Ali Asghar Khan Amin as-Soltan, der sich bei Hofe für die Vergabe der Konzession an William Knox D’Arcy einsetzte. Die Verhandlungen wurden mit Mozaffar ad-Din Schah am 28. Mai 1901 erfolgreich abgeschlossen. Für 20.000 £ in bar und 20.000 £ in Aktien an der zu gründenden Aktiengesellschaft wurde eine 60-jährige Konzession zur Erkundung von Erdöllagerstätten für ein Gebiet von 500.000 Meilen² mit den entsprechenden Verwertungsrechten vergeben. Von der Konzession ausgenommen waren die nördlichen Provinzen Irans, die in die wirtschaftliche Einflusssphäre Russlands fielen. Die Konzession sah vor, dass D’Arcy die gesamten Explorationskosten finanzieren sollte. Im Gegenzug erhielt er das Recht 90 % Anteile an der "Ersten Verwertungsgesellschaft" zu halten. 10 % der Anteile fielen an den iranischen Staat. Vom Gewinn sollten 84 % an D’Arcy und 16 % an den iranischen Staat ausgeschüttet werden. D’Arcy unterlag zudem mit den Gewinnen aus der Verwertungsgesellschaft der iranischen Einkommensteuer. Nach Ablauf der Konzession im Jahr 1961 sollte das gesamte Immobilienvermögen der Verwertungsgesellschaft an den iranischen Staat fallen. Atabak erhielt als Lohn für seine Vermittlungstätigkeit ebenfalls £ 25.000 an Aktien an der zu gründenden Gesellschaft.
Ein Bohrteam unter George B. Reynolds begann umgehend mit der Suche nach Ölquellen. 1902 begann man mit den Ölbohrungen in Chia Surkh im Westen Irans. 1903 wurde das erste Öl gefunden, und D’Arcy gründete die First Exploitation Co. Ltd (FEC). Es stellte sich allerdings schnell heraus, dass die Quelle zu wenig Öl lieferte, um sie wirtschaftlich ausbeuten zu können. Man verlegte nun die Ölsuche in ein Gebiet, das von den Bachtiaren bewohnt war. Um sich deren Schutz zu sichern, schloss man mit den Stammesführern einen gesonderten Konzessionsvertrag, in dem den Stammesführern eine Beteiligung von 3 % an allen Ölunternehmen ihres Bezirkes plus eine jährliche Zahlung von £ 3.000 beginnend ab 1905 für den Schutz an den Ölanlagen und Pipelines. Bis Ende 1905 hatte D’Arcy £ 250.000 in die Ölsuche investiert, ohne dass nennenswerte Mengen von Öl gefunden worden waren. D’Arcy begann daraufhin Verhandlungen über den Verkauf der Konzession an die französische Linie der Rothschilds. Auf Intervention der britischen Admiralität übernahm dann aber die 1896 in Glasgow von Sir David Sime Cargill gegründete Burmah Oil Company die Konzession. D’Arcy erhielt zum Ausgleich 170.000 Aktien von Burmah Oil und einen nicht näher bekannten Betrag in bar.

### Burmah Oil

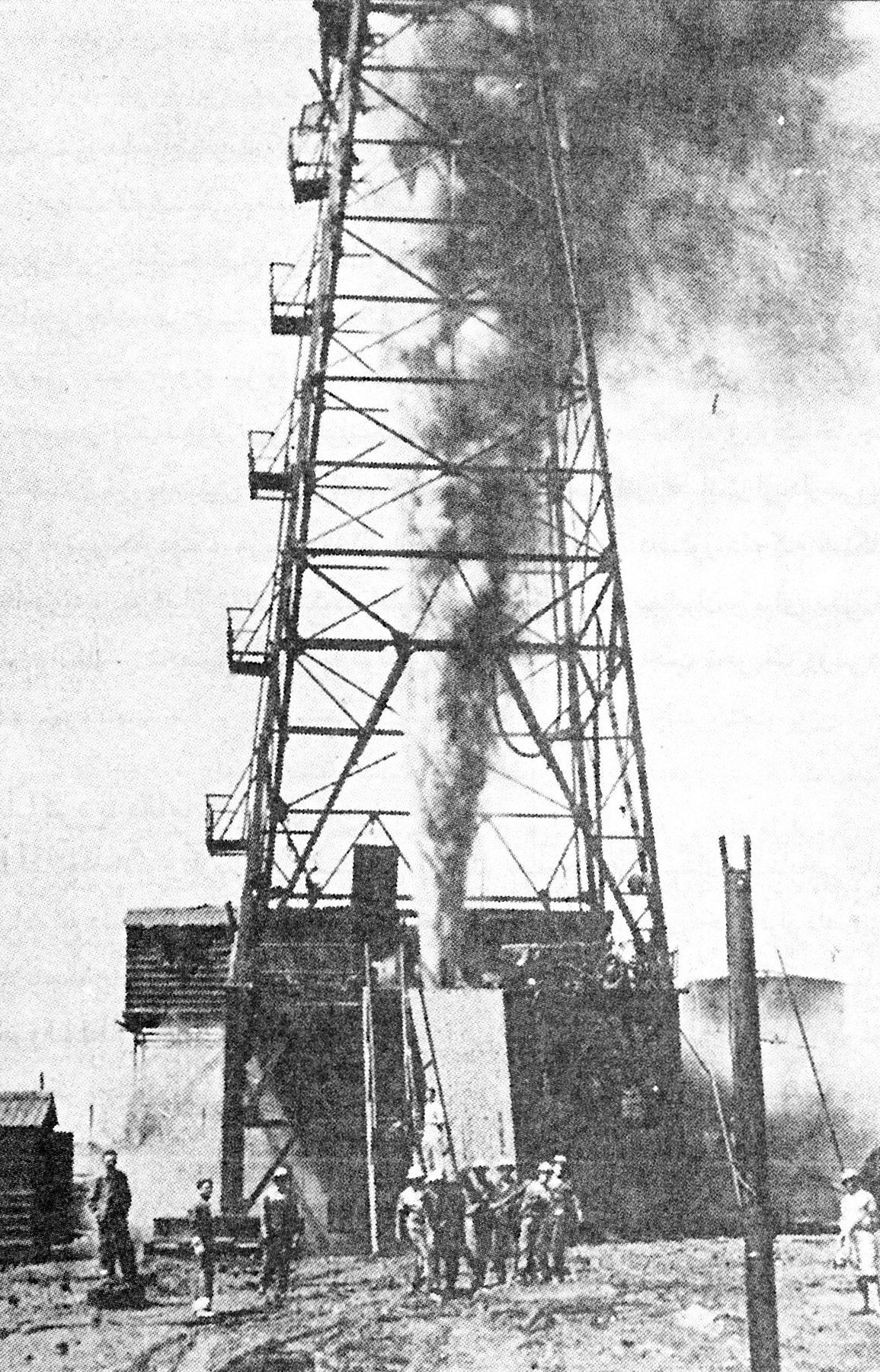
Ölfeld Masdsched Soleyman

Birma (Burma, in viktorianischer Zeit: Burmah, heute Myanmar) wurde nach dem Einmarsch britischer Truppen zum 1. Januar 1886 Teil von Britisch-Indien. Die Burmah Oil Corporation war bei der Ölsuche recht erfolgreich gewesen. 1899 wurde das zunächst nur in Birma verkaufte Öl mit eigenen Tankern auch nach Indien verschifft. 1905 schloss die britische Admiralität mit Burmah Oil einen langfristigen Vertrag über die Lieferung von Öl an die britische Flotte, die zu Beginn des 20. Jahrhunderts von Kohle auf Öl umgestellt wurde.
Burmah Oil sagte zu, die Ölsuche in Iran mit weiteren £ 100.000 zu finanzieren. Zu Beginn der Bohrungen blieb auch Burmah Oil der Erfolg versagt. Erst drei Jahre nach Übernahme der Konzession von D’Arcy stieß eine Bohrung in Masdsched Soleyman am 26. Mai 1908 in 360 Metern auf Öl. Burmah Oil hatte eines der größten Ölfelder der Welt entdeckt.

### Gründung der APOC

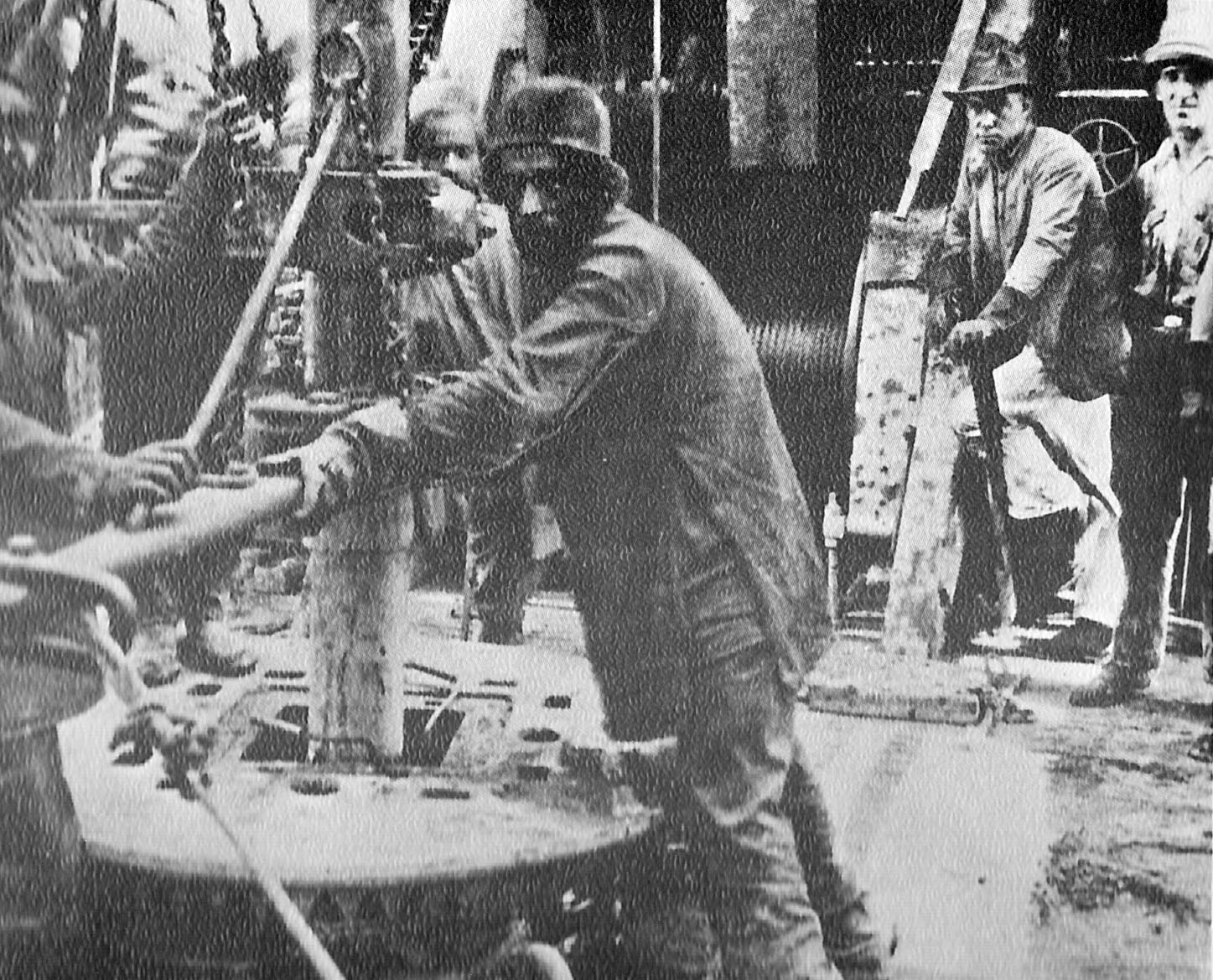
Bohrung in Masdsched Soleyman, 1908

Im April 1909 gründeten die Konzessionäre die Anglo-Persian Oil Company (APOC), die das in Südpersien gefundene Öl fördern, verarbeiten und verkaufen sollte. Die Gesellschaft hatte ein Stammkapital von 1 Mio. Britische Pfund und war eine nahezu hundertprozentige Tochter der Burmah Oil Company. D’Arcy wurde in den Vorstand der APOC berufen und übte diese Tätigkeit bis zu seinem Tode aus. Die Rechte der Erkundung, Förderung, Verarbeitung und des Verkaufs des iranischen Öls wurden von der "Ersten Verwertungsgesellschaft", die die vom iranischen Staat verliehene Konzession hielt, gegen die Zahlung einer Konzessionsabgabe auf die APOC übertragen. Mit der Übertragung der Rechte an die APOC war der iranische Staat nun nicht mehr an der Gesellschaft beteiligt, die das Ölgeschäft betrieb. Sie war nun nur noch mit 10 % an der Konzessionsabgabe der APOC an die "Erste Verwertungsgesellschaft" und mit 16 % an deren Gewinn beteiligt. Mit der Gründung dieser zweiten Gesellschaft, die der die Ölkonzession haltenden "Ersten Verwertungsgesellschaft" vorgeschaltet war, wurden die in der Konzession dem iranischen Staat zugestandenen Mitwirkungsrechte beschnitten.
Um das Öl verkaufen zu können, mussten erst eine Pipeline, eine Raffinerie und eine Verladestation für Tanker gebaut werden. Die APOC wählte hierfür die Stadt Abadan. Dieses Gebiet wurde von Scheich Khazʽal Ibn Jabir von Mohammerah verwaltet. 1909 wurde nach Verhandlungen zwischen der Persian Gulf Residency und Scheich Khaz'al eine Vereinbarung geschlossen, die eine Zahlung von £ 650 pro Jahr für zehn Jahre vorsah, zahlbar im Voraus. Zudem wurde dem Scheich ein Darlehen über £ 10.000 gewährt. Ferner wurde zugesagt, dass das Wachpersonal für die APOC-Anlagen aus den Stammesmitgliedern des Scheichs rekrutiert würde.
Im Jahr 1912 weigerte sich die von Sir John Cargill geleitete Burmah Oil weitere Mittel für die APOC zur Verfügung zu stellen. Winston Churchill, zu dieser Zeit Erster Lord der Admiralität, handelte neue Vereinbarungen mit Burmah Oil aus. Mit £ 2.001.000 erwarb die britische Regierung mit 51 % Aktienanteil die Mehrheit des £ 4 Mio. umfassenden Aktienkapitals. Darüber hinaus wurde mit der APOC ein langfristiger Liefervertrag zur Versorgung der britischen Flotte geschlossen. Durch diese Teilverstaatlichung und den Abnahmevertrag der britischen Kriegsmarine, die vom britischen Staat garantiert war, war die APOC vor dem finanziellen Zusammenbruch gerettet worden. 1913 konnte dann endlich die Ölförderung aufgenommen werden. Zu dieser Zeit war noch nicht absehbar, dass in wenigen Jahren in Abadan die größte Raffinerie der Welt entstehen würde.

## Beteiligungen der APOC
Die APOC beteiligte sich 1914 zu 50 % an der unter anderem von dem Geschäftsmann Calouste Gulbenkian gegründeten Turkish Petroleum Company (TPC), um sich Einnahmen aus den Ölquellen im Osmanischen Reich zu sichern. Die Beteiligung an TPC erwies sich nach einer Unterbrechung der Produktion im Ersten Weltkrieg als sehr wertvoll. Nach dem Fund einer Ölquelle nahe Kirkuk wurde die Ölförderung intensiviert. Die Turkish Petroleum Company wurde 1927 nach der Gründung des Irak in Iraq Petroleum Company umbenannt.
Um die Unterstützung der lokalen Scheichs und der Stammesführer der Bachtiaren zu bekommen, gründete die APOC die Bakhtiari Oil Company, beteiligte die Stammesführer an dieser Gesellschaft und schüttete entsprechende Gewinne aus.

## Konzessionszahlungen bis 1918

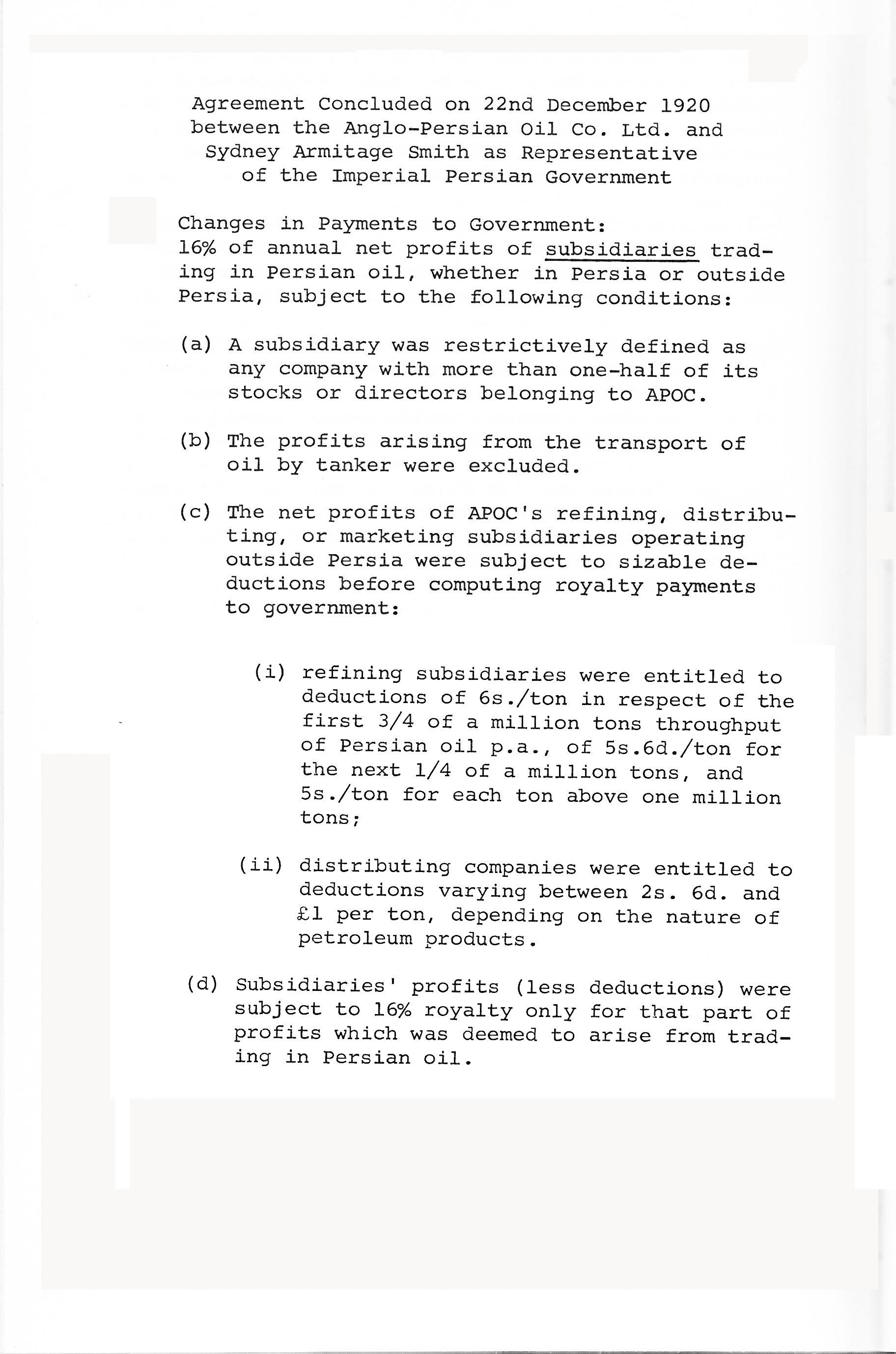
Armitage-Smith-Agreement

Vom Zeitpunkt der ersten Ölförderung im Jahr 1908 bis zum Ausbruch des Ersten Weltkrieges im Jahr 1914 betrugen die jährlichen Konzessionsabgaben an die iranische Regierung nur wenige hundert Pfund. Nach Kriegsbeginn stellte die APOC die Auszahlung der Konzessionsabgaben an die iranische Zentralregierung vollkommen ein. Obwohl Iran seine Neutralität erklärt hatte, wurde das Land von britischen und russischen Truppen besetzt. Die Konzessionszahlungen der APOC an Iran wurden für die kommenden fünf Jahre ausgesetzt.

## Das Armitage-Smith-Abkommen
Nach Kriegsende wurde Iran von der APOC zudem mit einer Schadensersatzforderung von umgerechnet $ 2 Mio. für Kriegsschäden an den Ölpipelines konfrontiert, die angeblich von Sabotageakten deutscher Agenten, die von der iranischen Regierung geduldet worden waren, stammten. Im Dezember 1920 wurden der Streit zwischen der iranischen Zentralregierung und der APOC durch das Armitage-Smith-Agreement beigelegt. Das Abkommen sah eine wesentliche Änderung der Berechnung der Gewinne, die als Grundlage der Konzessionsabgaben dienten, zu Lasten Irans vor. So wurden alle Gewinne aus dem Tankertransport bei der Berechnung ausgeschlossen. Die Gewinnberechnung von Beteiligungen der APOC wurde auf Firmen begrenzt, an denen die APOC eine Mehrheitsbeteiligung besaß. Zudem wurden erhebliche Abzüge bei der Gewinnberechnung vereinbart.
Als Ausgleich für die Iran vorenthaltenen Konzessionsabgaben der Jahre 1914 bis 1920 erhielt Iran 933.000 britische Pfund als Einmalzahlung. Zum Vergleich: Die Weltbank hatte in einem 1950 erstellten Bericht festgestellt, dass allein im Jahr 1919 die APOC einen Überschuss von 6 Mio. britischen Pfund erzielt hatte. Die Weltbank kommt in ihrem Bericht zu dem Schluss, dass die gezahlte Summe höchstens einer Konzessionsabgabe von 3 % entsprochen hat. Wäre die Konzession von D’Arcy korrekt umgesetzt worden, hätte Iran 8 Mio. britische Pfund für den genannten Zeitraum an Konzessionen erhalten müssen.
Welche Bedeutung die Öleinnahmen für den iranischen Staat hatten, wird dadurch belegt, dass die gezahlten 933.000 Pfund nahezu ein Viertel des gesamten iranischen Staatshaushalts ausmachten. Die Annahme dieser für Iran ungünstigen Vereinbarungen lassen sich nur durch die anhaltenden politischen Unruhen und militärischen Interventionen seitens der Briten erklären. Durch die Zahlung erheblicher Bestechungssummen an Ahmad Schah und führende iranische Politiker hatte die iranische Regierung den Anglo-iranischen Vertrag von 1919 unterzeichnet, der Iran quasi zu einem britischen Protektorat gemacht hätte, wenn er denn in Kraft getreten wäre. Die Aufdeckung der Bestechungen, der Rückzug der britischen Truppen aus Iran und der Putsch vom 21. Februar 1921 verhinderten das Inkrafttreten des Vertrages.
1923 führte die APOC 565.250 britische Pfund (2,8 Mio. Dollar) an die Zentralregierung in Teheran ab. Der amerikanische Konsul in Buschehr berichtete von Überschüssen der APOC in diesem Jahr von 28 Mio. Dollar. Die an den iranischen Staat überwiesene Konzessionsabgabe entsprach somit etwa 10 % des Überschusses. Nach eigenen Berechnungen der APOC betrug der Anteil der Konzessionsabgaben an den iranischen Staat 4 Schilling pro Tonne Rohöl.

## Die Konzession von 1933
Ab 1920 versuchte die APOC die D’Arcy-Konzession neu zu verhandeln. Als erstes wollte man die Klausel, dass 1961 alle Rechte und die gesamten Anlagen an den iranischen Staat fallen würden, streichen. Dann sollten die Ölabgaben nicht mehr an den Gewinn der Gesellschaft, sondern an einen festen Betrag pro Tonne Rohöl gebunden werden. Ab 1930 wurden die Verhandlungen von Hofminister Abdolhossein Teymurtash geführt. Nachdem die Verhandlungen zu keinem Ergebnis führten, schaltete sich Reza Schah in die Gespräche ein, und brachte die Verhandlungen zu einem Abschluss. Zwischen Iran und der APOC wurde am 23. April 1933 ein neuer Konzessionsvertrag geschlossen. Reza Schah hatte einseitig die D’Arcy-Konzession gekündigt. Der neue Vertrag sah eine Konzessionsabgabe von 4 Schilling pro Tonne Rohöl mit einer Mindestfördermenge von 5 Mio. Tonne vor.
Die Hauptpunkte des Konzessionsvertrages von 1933 waren wie folgt:
- Die Fläche, auf die sich die Explorationsrechte der Konzession bezogen, wurde von 500.000 auf 100.000 Quadratmeilen verringert.
- Iran erhält 4 Schilling pro Fass mit einer garantierten Mindestsumme von 750.000 Pfund.
- Die APOC zahlt Iran 4 % Steuern auf anfallende Gewinne mit einer garantierten Mindestsumme von 230.000 Pfund.
- Die APOC stellt mehr Iraner in den Bereichen Management und Technologie ein.
- Die APOC ist von allen weiteren Steuern befreit.
- Die Konzession hat eine Laufzeit von 60 Jahren (bis 1993).
- Das Monopol der APOC für den Öltransport wird aufgehoben.
- Die APOC zahlt Iran 1 Mio. Pfund zur Abgeltung aller weiteren Ansprüche.

Die Weltbank hatte in ihrem 1950 erstellten Bericht errechnet, dass das Vermögen der APOC zu diesem Zeitpunkt 46 Mio. britische Pfund betragen hatte.
Da Persien Iran als offizielle Staatsbezeichnung führte, wurde die APOC 1935 in Anglo-Iranian Oil Company (AIOC) umbenannt.

## Das Supplemental Agreement von 1949
Premierminister Abdolhossein Hazhir war vom Parlament beauftragt worden, Verhandlungen über eine neue Konzession für die Anglo-Iranian Oil Company aufzunehmen, die die aus dem Jahr 1933 stammende Konzession ablösen sollte. Das Parlament wollte einen höheren Anteil an den Einnahmen aus der Ölförderung für Iran erreichen. Hazhir erarbeitete ein 25 Punkte umfassendes Memorandum, kam aber selbst nicht mehr zu Verhandlungen mit der AIOC, da er aufgrund der anhaltenden Demonstrationen gegen ihn als Premierminister zurücktreten musste. Ajatollah Kaschani hatte Hazhir als Agent des britischen Kolonialismus und Spion beschimpft und zu gewalttätigen Demonstrationen gegen den Premierminister aufgerufen. Finanzminister Abbasqoli Golshaiyan des Kabinetts von Premierminister Mohammad Sa'ed Maraghei führte dann die ersten Verhandlungen mit der AIOC auf der Grundlage des von Hazhir erarbeiteten Papiers.
Finanzminister Golshaiyan berichtete dem Parlament von seinen Verhandlungen mit der AIOC. Er hatte einen Anteil von 50 % an den Gewinnen der AIOC, eine neue Vereinbarung bezüglich der Laufzeit der Konzession und eine Überprüfung der Konzessionsbedingungen alle 15 Jahre gefordert. Premierminister Sa’ed Maraghei entschied, dass Golshaiyan einen Vertrag mit der AIOC aushandeln solle. Am Ende erzielte man im Juli 1949 Einigkeit und ein die bisherige Konzession ergänzendes Abkommen wurde von dem Vertreter der AIOC Gass und Golshaiyan unterzeichnet. Die Konzessionsvergütung für Iran wurde um 50 % von 22 cent auf 33 cent pro Fass angehoben. Premierminister Mohammad Sa'ed Maraghei leitete dieses Abkommen dem Parlament zur Abstimmung zu. Es kam zu heftigen Diskussionen und Mohammad Sa'ed Maraghei wurde beschuldigt, die Rechte des iranischen Volkes verraten zu haben. Das Abkommen wurde vom Parlament nicht ratifiziert. Stattdessen schlugen einige Abgeordnete des Parlaments vor, die Ölanlagen der AIOC zu verstaatlichen.

## Die Verstaatlichung der iranischen Ölindustrie 1951
Der 1933 mit Reza Schah ausgehandelte Konzessionsvertrag hatte in Iran nach dem Zweiten Weltkrieg zu ständiger Kritik geführt. Zur eigentlichen Abadan-Krise kam es unter der Regierung von Premierminister Clement Attlee in den 1950er Jahren. Die Gewinnabführung der internationalen Ölkonzerne an die ölproduzierenden Länder hatte sich durch die Verträge der US-amerikanischen Ölfirmen mit Saudi-Arabien grundlegend verändert. Die amerikanischen Ölkonzerne waren bereit, Saudi-Arabien einen Gewinnanteil von 50 % einzuräumen. Die Konzession zwischen der AIOC und dem iranischen Staat sah eine Gewinnbeteiligung von lediglich 20 % bis maximal 25 % vor. Nachdem der Vorstand der AIOC es zunächst abgelehnt hatte, die Konzession neu zu verhandeln, beschloss das iranische Parlament im März 1951, die in Iran befindlichen Ölanlagen der AIOC mitsamt ihren Beteiligungen zu verstaatlichen. Die parlamentarische Entscheidung zur Verstaatlichung fiel unter Premierminister Hossein Ala am 15. März 1951. Die Ölanlagen der APOC wurden von der neu gegründeten National Iranian Oil Company (NIOC) übernommen und die Ölgeschäfte "auf eigene Rechnung" weitergeführt. Daraufhin reichte Großbritannien eine Klage gegen die iranische Regierung vor dem internationalen Gerichtshof ein, die jedoch abgewiesen wurde. Die Begründung war „Nichtzuständigkeit des Gerichtes“, da das Gericht nur eine Gerichtsbarkeit für zwischenstaatliche Verträge hatte, es sich hier aber um einen Vertrag zwischen einer Privatgesellschaft, der AIOC, und dem iranischen Staat handelte.
Die britische Regierung hatte sich auch an den UN-Sicherheitsrat gewandt, um eine Lösung des Konflikts zu erreichen. Großbritannien hatte inzwischen ein Embargo gegen Iran verhängt und den Verkauf und Abtransport iranischen Öls durch eine Blockade des persischen Golfs faktisch unmöglich gemacht.

## Der Konsortialvertrag von 1954
Erst der Sturz der Regierung Mossadegh (siehe Hauptartikel: Operation Ajax) und die Neuverhandlung der Konzession führte zu einer Neuaufnahme der Fördertätigkeit. Zwischen der iranischen Regierung und einem Konsortium internationaler Ölgesellschaften wurde ein Konsortialvertrag mit einer Laufzeit von 25 Jahren ausgehandelt. Die Förderung und Verarbeitung sowie der Vertrieb der Ölprodukte waren nun nicht mehr ausschließlich der AIOC vorbehalten. Neben der AOIC waren auch die Shell aus den Niederlanden, die Jersey und weitere kleinere Firmen aus den USA und die Compagnie Francaise de Petroles (CFP) aus Frankreich beteiligt.
Im Rahmen des Konsortialvertrages wurden nach niederländischem Recht mit Sitz in Iran zwei Gesellschaften mit Sitz in London gegründet, die Iranian Oil Exploration and Producing Co. und die Iranian Oil Refining Co. Diese beiden Firmen gehörten zu 100 % der ebenfalls neu gegründeten Iranian Oil Participants Ltd. mit Sitz in London, deren Anteile sich die im Konsortialvertrag genannten Firmen teilten. Eine weitere neu gegründete Firma mit Sitz in London ist die Iranian Oil Services Ltd., die die technische Ausrüstung für die Ölförderung und Raffinierung liefert. Auch diese Firma gehört zu 100 % den Konsortialpartnern.
Die Gewinne der Gesellschaften wurden zu 50 % an den iranischen Staat abgeführt. Als Entschädigung für die Verstaatlichung und die Aufgabe des Monopols zur Förderung persischen Öls, quasi als Ablösesumme für die Konzession aus dem Jahr 1933, erhielt die AIOC von den Ölgesellschaften des Konsortialvertrages 10 Jahre lang $ 20 Mio. Der iranische Staat zahlte als Entschädigung für die Verstaatlichung der Industrieanlagen der AIOC $ 2,5 Mio. pro Jahr. Nach Abschluss des Vertrages hatte die "alte AIOC" aufgehört zu existieren. Der Name der weiter existierenden Gesellschaft wurde dann auch von AIOC in British Petroleum Company, die heutige BP, umbenannt.
Die NIOC blieb in diesem Abkommen nur für die „non-basic functions“ wie Ausbildung der Mitarbeiter, öffentlicher Transport, Instandhaltung der Straßen, Häuser für die Arbeiter und Angestellten, deren medizinische Versorgung und Sozialdienste verantwortlich. In eigener Regie verblieb der NIOC lediglich der Verkauf der Ölprodukte in Iran, die Ausbeute des kleinen Naft-i-Shah-Ölfeldes und der Betrieb der damit über eine Pipeline verbundenen Raffinerie in Kermanschah.
Ab 1955 stieg die Ölproduktion des Konsortiums von 14,7 Mio. Tonnen im Jahr 1955 auf 76,5 Mio. Tonnen im Jahr 1964 an. Die Einnahmen für den iranischen Staat wuchsen von 32,3 Mio. britische Pfund im Jahr 1955 auf 171,5 Mio. Pfund im Jahr 1964.

## Die British Petroleum Company

### Geschichte
1904 wurde in Berlin die Deutsche Petroleum-Aktiengesellschaft (DPAG) gegründet, die 1906 in die Europäische Petroleum-Union (EPU) überging. Diese gründete 1906 in Großbritannien eine Tochtergesellschaft namens British Petroleum Company für den Vertrieb ihrer Produkte. Nach der Beschlagnahmung durch die britische Regierung bei Ausbruch des Ersten Weltkriegs ging diese Firma 1917 in das Eigentum der Anglo-Persian Oil Company über.
Ab diesem Zeitpunkt war "BP" das Produktmarkenzeichen, ab 1922 in hochgestellten Gänsefüßchen und ab 1930 zusätzlich mit schildförmiger Umrandung, meistens in den Farben Schwarz oder Blau.

### Firmenfarben
Zuerst waren die Pumpstellen der Firma rot. Aufgrund des öffentlichen Drucks wegen Hässlichkeit wurden die Pumpen um 1927 herum grün gestrichen. Zwischen 1927 und 1931 standardisierte die APOC die allgemeinen Firmenfarben auf Grün-Gelb, was zuerst 1928 durch ihre französische Niederlassung als registriertes Markenzeichen eingetragen wurde. Diese Firmenfarben konnten ab 1931 mit Ausnahme der Tochter OLEX in Deutschland durchgesetzt werden. In Deutschland benutzte die NITAG diese Farben als Firmenfarben.
Das BP-Markenzeichen wurde 1946 auf einen grünen Schild mit gelber Umrandung und mit gelben Initialen mit schwarzem Schatten umgestellt. Durch die Namensänderung der Firma 1954 von AIOC in British Petroleum Company wurde das Produktmarkenzeichen auch zum Firmenlogo. Um die Firmenfarben Gelb-Grün auch in Deutschland nutzen zu können, bat die Anglo-Iranian Oil Company die NITAG in Deutschland Anfang der 1950er Jahre, die Farben aufzugeben. Die anschließende Umsignalisation der NITAG-Tankstellen auf die neuen Firmenfarben Blau-Gelb wurde durch die Anglo-Iranian Oil Company bezahlt.

BP Produktmarkenzeichen (bis 1922)
BP Produktmarkenzeichen (ab 1930)
BP Produktmarkenzeichen (von 1946 bis 1958)